# Kasim I. Astrahanski
Kasim I. Astrahanski je bil kan Astrahanskega kanata, ki je vladal od leta 1466 do 1495, * ni znano, † okrog 1500.
Astrahanski prestol je zasedel po smrti svojega očeta Mahmuda Bin Kučuka. 

## Vir
- Howorth Henry Hoyle. History of the Mongols, from the 9th to the 19th Century. Part II, division I. The so-called tartars of Russia and Central Asia. Londres: Longmans, Green and Co, 1880.

| Kasim I. Astrahanski Turkaj-Timuridi (Mahmudoviči) |                                    |                       |
| Vladarski nazivi                                   |                                    |                       |
| Predhodnik: Mahmud Bin Kučuk                       | Kan Astrahanskega kanata 1466–1495 | Naslednik: Abdelkerim |